# Dirección General de Libertad Religiosa
La Dirección General de Libertad Religiosa de España, es el órgano directivo del Ministerio de la Presidencia, Justicia y Relaciones con las Cortes, adscrito a la Subsecretaría, responsable la política del Gobierno de la Nación en relación con las religiones y el derecho de libertad religiosa y de culto.

## Historia
Antes de la existencia de este órgano directivo, los asuntos religiosos, que pertenecían al ramo de Gracia y Justicia, eran competencia de la Subsecretaría del Departamento —a través de una Sección de Negocios o Asuntos Eclesiásticos— aunque, brevemente, entre 1925 y 1930 formaron parte de la Dirección General de Justicia, Culto y Asuntos Generales (fugazmente denominada Dirección General de Asuntos Judiciales y Eclesiásticos).
Sin embargo, el origen de este órgano lo encontramos en plena guerra civil, cuando el primer Gobierno de Francisco Franco reorganizó la Administración Central y, en lo referente al Ministerio de Justicia, este estableció el Servicio Nacional de Asuntos Eclesiásticos en 1938, con el tiempo llamado Dirección General de Asuntos Eclesiásticos. Este órgano directivo estaba totalmente centrado en las relaciones con la Iglesia católica y el fomento y protección de la religión católica, sin referencias a las relaciones con otras confesiones.
Con cambios menores en relación con su pequeña estructura o alguna redistribución de competencias, se mantuvo prácticamente intacta hasta la aprobación de la Constitución de 1978. Así, esta norma, que consagró la libertad religiosa y la igualdad entre confesiones, supuso que la Dirección General ampliara sus competencias al resto de religiones, por lo que se renombró como Dirección General de Asuntos Religiosos.
En 1991, una pequeña reforma creó una nueva Subdirección General de Asuntos Religiosos. Por Real Decreto 266/1992, de 20 de marzo, la Dirección General de Asuntos Religiosos incorporó las competencias y órganos que la Subsecretaría de Justicia poseía en materia de objeción de conciencia, cambiando su denominación a la de Dirección General de Asuntos Religiosos y de Objeción de Conciencia, situación que se mantuvo hasta que en marzo de 1994 se creó una Dirección General de Objeción de Conciencia independiente.
Entre 1994 y 1996, mientras estuvieron fusionados los ministerios de Justica y de Interior, fue conocido como Gabinete de Asuntos Religiosos, con rango de dirección general, situación que se revirtió tras la división de estos en 1996 y que, además, reorganizó la Dirección General estructurándola a través de dos órganos directivos: la Subdirección General de Relaciones Religiosas Institucionales y la Subdirección General de Organización y Registro. En el año 2000, las subdirecciones se renombraron como Subdirección General del Registro y Relaciones Institucionales y Subdirección General de Coordinación y Promoción de la Libertad Religiosa tras una redistribución de competencias entre ellas.
En el año 2008 se rebautizó como Dirección General de Relaciones con las Confesiones, con el «objeto de acomodar la denominación del órgano administrativo al mandato constitucional en cuanto a que los poderes públicos tendrán en cuenta las creencias religiosas de la sociedad y mantendrán las consiguientes relaciones de cooperación con las confesiones».
Dos años después, por Real Decreto 869/2010, de 2 de julio, las competencias religiosas se integraron en la Dirección General de Cooperación Jurídica Internacional. Asimismo, las dos subdirecciones generales del extinto órgano directivo se refundieron en una llamada Subdirección General de Relaciones con las Confesiones, que desde 2020 se tituló Subdirección General de Libertad Religiosa.
Tras casi catorce años sin un órgano con rango de dirección general a cargo de estos asuntos, en febrero de 2024, e integrado en el Ministerio de la Presidencia, Justicia y Relaciones con las Cortes, se restableció el órgano bajo el nombre de Dirección General de Libertad Religiosa.

## Estructura
De la Dirección General depende un único órgano directivo:
- La Subdirección General de Coordinación y Promoción de la Libertad Religiosa, a la que le corresponde la dirección y la gestión del Registro de Entidades Religiosas, el estudio, promoción y defensa del derecho de libertad religiosa y de culto, así como el asesoramiento a las distintas administraciones públicas en la implementación de modelos de gestión ajustados al marco constitucional que regula el derecho de libertad religiosa en España y, en particular, a los principios constitucionales de libertad, igualdad, laicidad y cooperación; y las relaciones con los organismos internacionales competentes en materia de libertad religiosa, de creencias y de culto y, más particularmente, en la aplicación y desarrollo de convenios o tratados internacionales referentes a las mencionadas libertades.

## Directores generales
- Mariano Puigdollers Oliver (1938-1965)[18]
- Rafael de Balbín Lucas (1965-1971)
- José Luis los Arcos y Elío (1971-1973)
- Antonio Gil-Casares y Pérez (1973-1975)
- Eduardo de Zulueta y Dato (1975-1979)
- Eugenio Nasarre Goicoechea (1979-1980)
- Luis Apostua Palos (1980-1982)
- Gustavo Suárez Pertierra (1982-1984)
- Jesús Ezquerra Calvo (1984-1985)
- Ricardo Zalacaín Jorge (1985-1989)
- Luis María de Zavala y Fernández de Heredia (1989-1991)
- Dionisio Llamazares Fernández (1991-1993)
- Pablo Santolaya Machetti (1993-1994)
- Víctor Manuel Urrutia Abaigar (1994-1996)[19]
- Alberto de la Hera Pérez de la Cuesta (1996-2004)[20]
- Mercedes Rico Carabias (2004-2008)[21]
- José María Contreras Mazarío (2008-2010)[22]
- Mercedes Murillo Muñoz (2024-presente)[17]